# 贺兰雪
《贺兰雪》，又名《西夏王朝》，是1997年宁夏电视台产的古装历史连续剧，全40集，由陈家林任导演，巫刚、李建群主演。其背景故事是西夏王朝的建立。

## 演员名单
西夏-党项：
- 李元昊——巫刚
- 野利都兰——胡尔西德
- 没移丽玛——白雪云
- 没藏黑云——李建群
- 往利佳玉——贾妮
- 卫慕野鹤——王曼丽
- 细封思梦——杨静
- 兴平公主——陈剑月
- 李继筠——杨兰锋
- 李继捧——叶庆林
- 李继迁——汪杰
- 李德明——卢勇
- 卫慕双羊——木雅塞尔
- 阿里——黄河
- 宁令格——吴樾
- 嵬名浪屿——巴雅尔图
- 拓跋山鬼——青各勒
- 野利遇乞——师小红
- 野利仁荣——彭军
- 没藏祖母——马桂芬
- 没藏讹庞——白凡
- 嵬名山遇之母——--李直玲
- 嵬名山遇——王刚
- 野利罗罗（山遇妻）——郑莉
- 张浦——刘毓滨
- 张元——关新伟
- 儿马子——徐丰年
- 泌元——木尼拉
- 敖干——王锢
- 卫慕山喜（元昊舅）——刘兵
- 往利山塔（大族长）——包斯尔
- 野狸南山（大族长）——刘海利
- 骨勒白豹（大族长）——梁兴家
- 都罗青狗（大族长）——王建新
- 米噙啸海（大族长）——汤志江
- 青铜大师——达林太
- 老铁匠——林明远

辽（契丹）：
- 耶律隆绪——郭铸
- 耶律宗真——郭勇
- 耶律敌烈——周大伟
- 徒古撒（辽国使臣）——钟醒民

甘州回鹘：
- 夜落纥可汗——朱艺丹
- 玛依娜——米克拉姆

北宋：
- 宋真宗——石进中
- 宋仁宗——蔡棣
- 富弼——胡治国
- 林之简——朝古拉
- 范仲淹——陈保家
- 韩琦——谢富华
- 张克实——蓝桑瑛
- 王富——杨大水
- 赵沛——杨兰峰

吐蕃唃厮啰：
- 唃厮啰——韩再锋

吐蕃六谷部：
- 潘罗支——侯永生
- 斯铎督乜——仇永力
- 黑风——嵬王庆